# Lemnalia peristyla
Lemnalia peristyla är en korallart som beskrevs av Bourne 1900. Lemnalia peristyla ingår i släktet Lemnalia och familjen Nephtheidae. Inga underarter finns listade i Catalogue of Life.